# Židovský hřbitov v Merklíně
Židovský hřbitov v Merklíně se nachází v lese, asi 2 km jižně od Merklína, v katastru obce Ptenín. Leží vpravo od silnice vedoucí do Ptenína, z níž k asi 200 m vzdálenému hřbitovu odbočuje lesní cesta.
Merklínský židovský hřbitov byl založen v roce 1685 a má rozlohu 1751 m2. V areálu, který byl roku 1871 rozšířen, se dochovala přibližně stovka náhrobních kamenů. Nejstarší z nich je datován 1718,  nejmladší pochází z roku 1934. Z kamenné ohradní zdi zbyla pouze její severní část. Hřbitov patří do majetku české Federace židovských obcí. Je volně přístupný.
Merklínská židovská komunita přestala existovat v roce 1940.